# Uncinia perplexa
Uncinia perplexa är en halvgräsart som beskrevs av Peter B. Heenan och De Lange. Uncinia perplexa ingår i släktet Uncinia och familjen halvgräs. Inga underarter finns listade i Catalogue of Life.